# Militær disciplinarlov
Militær disciplinarlov er en dansk lov, som skal give det militære kommandosystem mulighed for at opretholde disciplinen.
Disciplinarmidlerne, som kan tildeles, er (§ 6):
- Tilrettevisning.
- Fremstilling.
- Arbejde og efterøvelse i en del af fritiden.
- Tjeneste uden for orden.
- Disciplinarbøde.

Tildeling af disciplinarmidler skal være skriftlig med begrundelse og vejledning om klageadgang (§ 12).

## Ekstern henvisning
- Militær disciplinarlov på retsinformation.

| Jura | Spire Denne juraartikel er en spire som bør udbygges. Du er velkommen til at hjælpe Wikipedia ved at udvide den. |